# Vladimír Brabec

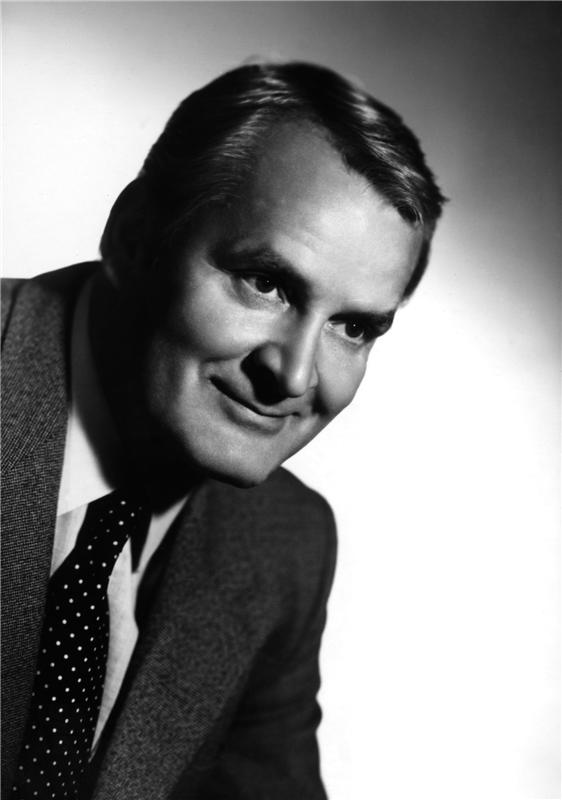

Vladimír Brabec (* 15. Mai 1934 in Prag, Tschechoslowakei; † 1. September 2017 in Nová Ves pod Pleší, Tschechien) war ein tschechischer Schauspieler.

## Leben
Barbec war der Sohn von Gustav Brabek (1899–1986), einem gelernten Raummaler aus dem Dorf Šanov bei Rakovník, und dessen Frau Anna, geborene Štysová (1899–1985). Sein Vater hatte zwölf Geschwister, aber im Ersten Weltkrieg fielen fünf Geschwister. Gustav Brabec kämpfte an der italienischen Front. Neben Vladimír hatten sie einen älteren Sohn namens Jiří (1924–1980) und eine ältere Tochter namens Vlasta (* 1927).
Brabec war seit frühen Jugend auf der Bühne. Er sang in einem Kinderchor und war zwischen 1946 und 1948 am Prager Jugendtheater von Míla Mellonová, dem heutigen Akropolis. 1953 studierte er Schauspiel an der DAMU bei den Professoren Miloš Nedbal, Otomar Krejča und Radovan Lukavský. In seinem Jahrgang studierten auch Petr Haničinec, Vlastimil Hašek, Josef Zíma und Jana Štěpánková.
Am 19. April 1955 heiratete er Naděžda Znamínková (1932–2016), sie haben zwei gemeinsame Kinder. Der Ältere, Pavel (* 1957), absolvierte die FAMU und verdient seinen Lebensunterhalt als Regisseur. Die Jüngere wurde Schauspielerin.
1973 erhielt er die Auszeichnung „Verdientes Mitglied der Nationalen Akademie der Wissenschaften“, 1980 den Titel eines verdienstvollen Künstlers und 1998 in Přelouč den František Filipovský Award für seine Lebensleistung in der Synchronisation. Seine politischen Überzeugungen während des totalitären Regimes können heute nur noch diskutiert werden, aber Tatsache bleibt, dass er nie der Kommunistischen Partei beigetreten ist.

## Filmographie (Auswahl)
- 1949: Revolucni rok 1848
- 1952: Krízová trojka
- 1952: Das große Abenteuer (Velké dobrodruzství)
- 1955: Návsteva z oblak
- 1956: Ztracená stopa
- 1957: September Nights
- 1957: Malí medvedári
- 1957: Váhavý strelec
- 1958: Cerný prapor
- 1958: Desire
- 1959: Ein Leben in Gefahr (Zivot pro Jana Kaspara)
- 1960: Probuzení
- 1961: Pochodne
- 1961: Nocni host
- 1963: Praha nultá hodina
- 1963: Prosim nebudit!
- 1966: Poslední ruze od Casanovy
- 1968: Vernunftehen (Sňatky z rozumu)
- 1970: Kapitän Korda (Kapitan Korda)
- 1971: Svatby pana Voka
- 1972: Lekce
- 1972: Tajemství velikeho vypravece
- 1972: Slecna Golem
- 1973: Lupič Legenda
- 1973: Maturita za skolou
- 1974: Adam a Otka
- 1974: Vysoká modrá zed
- 1974: In jedem Zimmer eine Frau (V kazdém pokoji zena)
- 1976–1980: Die Kriminalfälle des Majors Zeman
- 1977: Osvobození Prahy
- 1977: Náš dědek Josef
- 1977: Patience (Pasiáns)
- 1979: Nekonecná nevystupovat
- 1979: Stíhán a podezrelý
- 1980: Rukojmí v Bella Vista
- 1980: Citova výchova jednej Dáse
- 1983: Návštěvníci
- 1984: Zachvev strachu
- 1990: Martha and I
- 1998: Stuj, nebo se netrefím
- 1999: Teuflisches Glück (Z pekla stestí)
- 2001: Z pekla stestí 2
- 2008: Anglické jahody
- 2009: Pametnice
- 2013: Ctyrlístek ve sluzbách krále
- 2013: Příběh kmotra
- 2016: Tajemství pouze sluzební